# Demi de mêlée (rugby à sept)
Ne doit pas être confondu avec Demi de mêlée  (rugby à XIII) ou Demi de mêlée (rugby à XV).
Au rugby à sept, le demi de mêlée (numéro 4 ou poste 4, en anglais : scrum-half) est l'un des sept postes habituels d'une équipe. Avec le demi d'ouverture, il est l'un des deux joueurs composant la « charnière », qui relie les avants aux arrières.

## Description du poste
En rugby à sept, le demi de mêlée, nommé également poste 4 ou numéro 4, occupe plusieurs fonctions. En défense, il prend généralement le rôle de l'arrière (en rugby à XV) et donne des indications aux joueurs devant lui. Lors des phases d'attaque, il n'y a plus vraiment de poste, le but étant de faire vivre le ballon le plus rapidement possible tout en étant précis. Sur les phases statiques, il introduit la balle en mêlée et est le lanceur en touche,.
Avec le demi d'ouverture, il forme la « charnière » qui fait le lien entre les avants et les arrières. Les deux joueurs peuvent interchanger leur rôle au cours d'un match. Ces deux joueurs s'occupent également du jeu au pied, c'est-à-dire d'effectuer les renvois et de tirer les transformations en drop,.

## Joueurs emblématiques
Voici une liste, non-exhaustive, de quelques joueurs évoluant au poste de demi de mêlée :
- Terry Bouhraoua
- Branco du Preez
- Colin Gregor
- Madison Hughes
- Osea Kolinisau
- Uale Mai
- Vatemo Ravouvou
- Roscko Speckman
- Jerry Tuwai